# Conditorei Schober

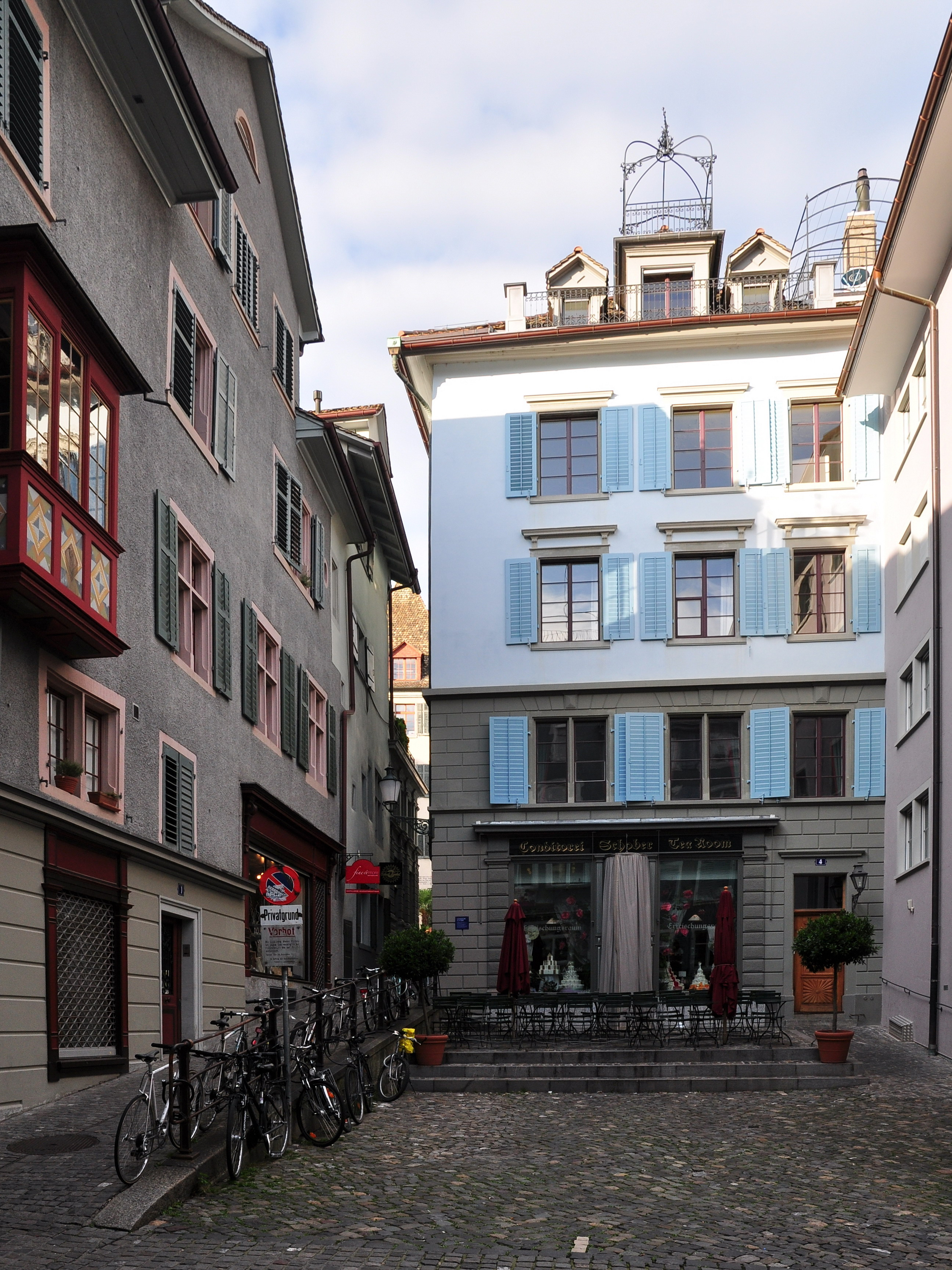
Aussenansicht von Gebäude und Vorplatz (Juli 2011)

Die Conditorei Schober ist ein denkmalgeschütztes Gebäude in Zürich. Das aus dem 13. Jahrhundert stammende, heute sechsgeschossige Wohn- und Geschäftshaus steht an der Napfgasse 4 in der Altstadt und war einst Teil eines mehrere Bauten umfassenden Gebäudekomplexes. Es bildete das Hinterhaus des 1836 abgerissenen Manesseturmes an der Münstergasse 22.

## Geschichte
Die Liegenschaft wird erstmals in der „Anniversaria praepositurae Thuricensis“ erwähnt, dem Jahrzeitverzeichnis des Grossmünsters aus dem Jahr 1314, wo sie als „Des hinder hûs des Manessen“ verzeichnet ist. Der Gebäudekomplex war im Besitz von Ulrich Manesse, Ritter und Vertreter der Ministerialen- und Ratsfamilie Manesse. Später ging der Komplex an seinen Sohn über und von 1360 bis 1383 an den als Zürcher Bürgermeister amtierenden Rüdiger Manesse. Nach dessen Tod erkannte sein Sohn Ital Manesse einen Schiedsspruch zugunsten des Grossmünsters an, wodurch das Hinterhaus verpfändet wurde. Die Gebäude kamen um 1400 durch Heirat zunächst in den Besitz des späteren Bürgermeisters Johannes Schwend. Ab 1529 waren sie im Besitz des späteren Bürgermeisters Bernhard von Cham und danach vermutlich der Familie Blaarer und der Familie Grebel.
Auch im Murerplan von 1576 ist das Haus mit Erdgeschoss, zwei Obergeschossen und einem Dachgeschoss eingezeichnet. Vor dem Gebäude lag ein ummauerter Hof oder Hochgarten, ein schmales Gebäude auf der Hofseite zur Münstergasse, das 1596 abgebrochen wurde, sowie der angrenzende Turm und ein Palas mit Erker. Zum Haus an der Napfgasse 6 besteht im Murerplan noch eine Lücke. Diese wurde vermutlich 1617 im Zuge eines geleisteten Bauschillings für Bauten an der Münstergasse zugebaut. Weitere Bauarbeiten wurden um 1670 vorgenommen. Hierbei wurde die geometrische Stuckatur im Spätrenaissance- und Frühbarock-Stil im Saal des ersten Obergeschosses erstellt. Ab 1689 wird das Haus als Bestandteil des Gebäudekomplexes „Gross Erker“ erwähnt.
In der zweiten Hälfte des 18. Jahrhunderts wurde das Haus unter dem Eigentümer Johannes Lavater umfassend umgebaut. Aus dieser Zeit stammt die Gemäldesammlung sowie die teils noch heute bestehende barocke Ausgestaltung des Gebäudes. Im Inneren umfasste der Umbau im Treppenhaus die Bemalung, das Geländer mit Balustern und die Altane gegen den Hof, im Saal des zweiten Obergeschosses die Täfer mit blau in blau gemalten Landschaften, der Zürcher Turmofen sowie im Saal des dritten Obergeschosses die Rokoko-Stuckdecke und der Ofen. Äusserlich wurde das Walmdach erstellt und die Lücke zum Haus an der Obere Zäune 17 zugebaut. Im 1788 bis 1793 von Johannes Müller erstellten Zürcher Stadtplan sind sämtliche Lücken zu den angrenzenden Häusern zugebaut.

## Café Conditorei Schober

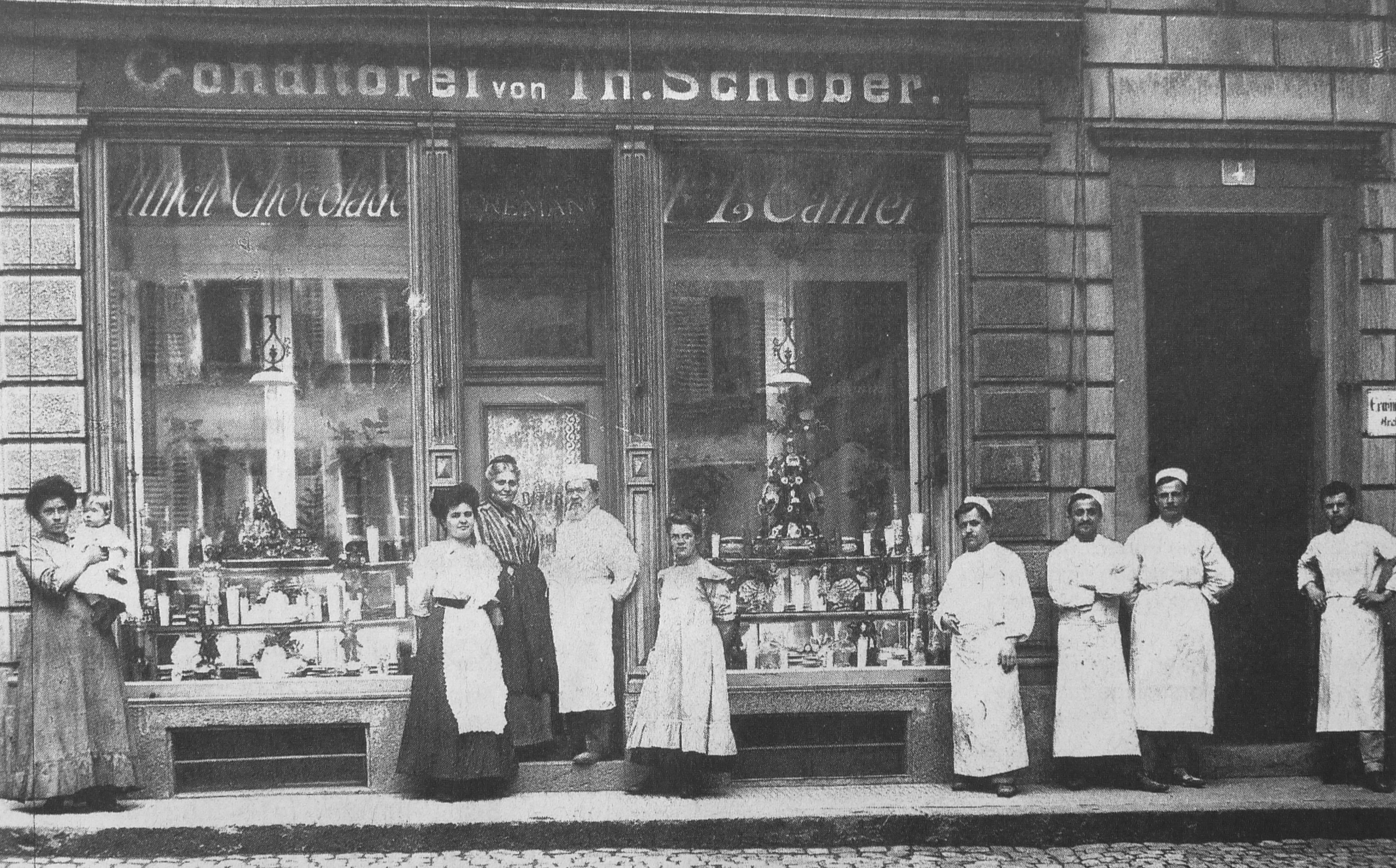
Um 1890

1829 wurde der Gebäudekomplex „Gross Erker“ durch ein kaufmännisches Direktorium übernommen und die Hofummauerung abgebrochen. Ende Dezember 1834 fand eine öffentliche Gant statt, was die Aufteilung des Gebäudekomplexes auf fünf verschiedene Eigentümer zur Folge hatte. Das Haus an der Napfgasse 4 wurde an Jakob Würgler versteigert. Mit dem darauf folgenden umfassenden Umbau stieg der damalige Versicherungswert von 5000 auf 19'000 Gulden. Die Bauarbeiten umfassten zwölf Zimmer sowie die Aufstockung des Hinterhauses um zwei weitere Obergeschosse sowie das Dach. Danach wechselte das Haus innerhalb weniger Jahre verschiedene Male Besitzer, bis es 1842 an den aus Pfullendorf stammenden Bäcker Johann Georg Eberle überging. Dieser eröffnete dort einen „Süsskramladen“.
1874 verkaufte sein Sohn Julius Carl Heinrich Eberle, der 1867 Besitzer geworden war, das Haus an den ebenfalls aus Pfullendorf stammenden Konditor und mit der Familie Eberle eng verbundenen Theodor Schober senior. Um 1890 entstanden die noch heute bestehende Fassade und die Innenausstattung von Laden und Konditorei im Neobarock-Stil. 1892 vermietete Schober die Ladenräumlichkeiten an die aus St. Gallen stammende und im Verkauf von Kolonialwaren tätige Familie Schwarzenbach, die in Zürich seit 1882 bereits mit einer Geschäftslokalität an der hinteren Augustinergasse vertreten war. 1909 übernahm Theodor Schober junior den Laden und prägte diesen bis zu seinem Tod 1983. Das darin eingemietete Kolonialwarengeschäft Schwarzenbach bezog 1912 im gegenüber liegenden Haus an der Münstergasse 19 ihre neue Lokalität, wo es noch heute mit einem angegliederten Café sowie einer Rösterei betrieben wird. Theodor Schober senior seinerseits, der nebst Konditor auch ein Tüftler war, widmete sich nach seinem Rückzug aus dem aktiven Tagesgeschäft hauptsächlich der Entwicklung von technischen Apparaten und Öfen.
In den ersten Jahren des 20. Jahrhunderts erfolgten am Haus der Conditorei Schober verschiedene Bauarbeiten. Diese betrafen insbesondere das Dach, wo unter anderem im 4. Obergeschoss eine Dachterrasse entstand. 1918 wurde die Backstube in das Untergeschoss verlegt und der von Theodor Schober senior entwickelte erste elektrische Backofen der Schweiz in Betrieb genommen. 1920 wurde der Laden durch ein Café ergänzt. Die Konditorei und das Café wurden von Theodor Schober junior als Familienbetrieb geführt.
Nach seinem Rückzug aus dem Berufsleben verpachtete die Erbengemeinschaft Schober die Konditorei an die Confiserie Teuscher. Diese führte verschiedene Umbauten durch und baute das Café zu einem Wienercafé um. Nach Abschluss der Umbauarbeiten wurde das Gebäude 1976 unter Denkmalschutz gestellt. Das weiterhin unter dem Namen „Schober“ betriebene Lokal entwickelte sich unter dem Einfluss des Mitinhabers der Confiserie Teuscher, Felix Daetwyler, mit seinen üppigen Dekorationen zu einem weit über Zürich hinaus bekannten Café.

## Heutige Nutzung

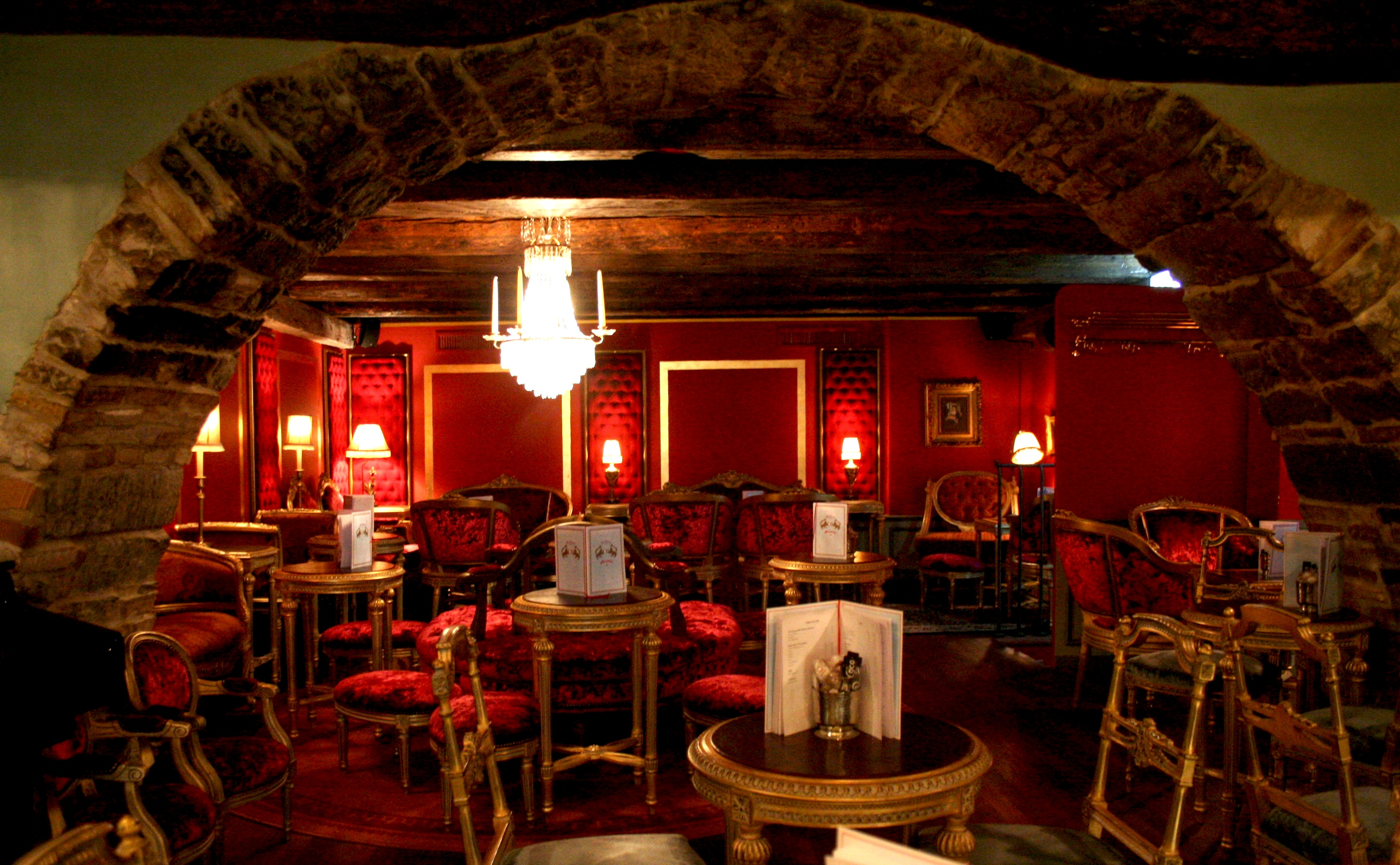
Im Café Schober, Juni 2009

Nachdem Felix Daetwyler bereits Ende 2005 einen Umzug des Cafés in Aussicht gestellt hatte, wurde 2008 die Auflösung des Pachtvertrages zwischen der Confiserie Teuscher und der Erbengemeinschaft Schober bekannt gegeben. Das Lokal wurde im März 2008 vorübergehend geschlossen und einer umfassenden Renovation unterzogen. Felix Daetwyler seinerseits zog im September 2008 an das Zürcher Bellevue und richtete im renovierten ehemaligen „Grandhotel Bellevue“  das Café «Felix» ein.
Nach einjähriger Umbauphase, in der das Augenmerk besonders auf die Hervorhebung des historischen Ambientes gelegt wurde, eröffnete im März 2009 das Lokal an der Napfgasse 4 unter dem Namen „Conditorei Schober“ wieder. Von 2009 bis 2019 waren der Zürcher Gastronom Michel Péclard, der in Zürich mehrere Gastronomiebetriebe führt, sowie sein Geschäftspartner Martin Egger Pächter des Lokals. Seit März 2019 wird es von der Stiftung Arbeitskette unter dem Namen «Café & Conditorei 1842» betrieben. Die Stiftung Arbeitskette führt seit 1994 eigene Gastronomiebetriebe, in denen Jugendliche und Erwachsene einen beruflichen (Wieder-)Einstieg erhalten.
Das Gebäude selbst ist im Besitz der Erbengemeinschaft Schober und wird weiterhin auch als Wohnhaus verwendet. Es verfügt in den fünf oberen Geschossen über insgesamt sieben, zwischen 60 und 122 Quadratmeter grosse, 1½- bis 4½-Zimmer-Wohnungen sowie über einen separaten 50 Quadratmeter grossen Saal.